# Lam tandoori

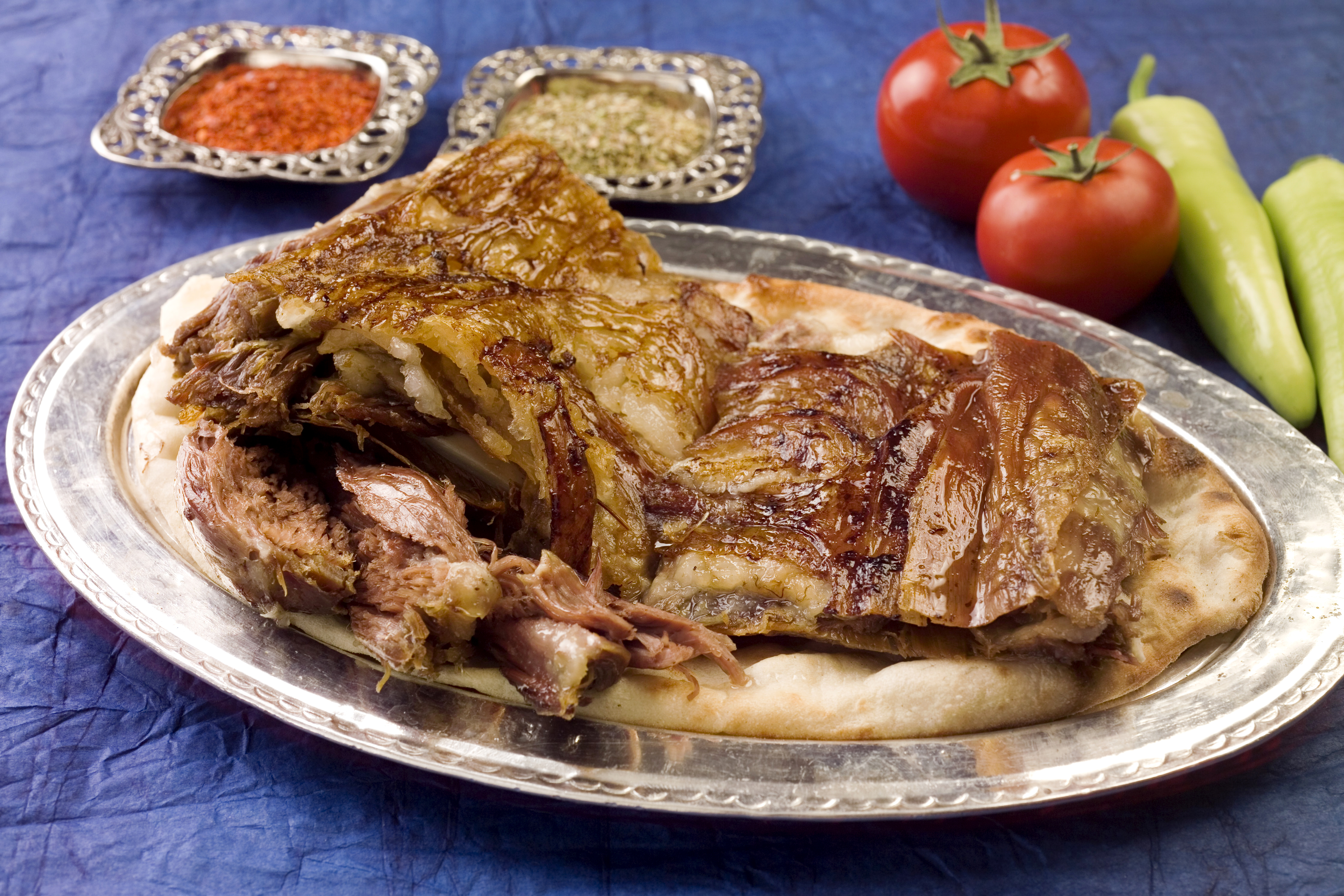
Isparta Lam tandoori Kebab

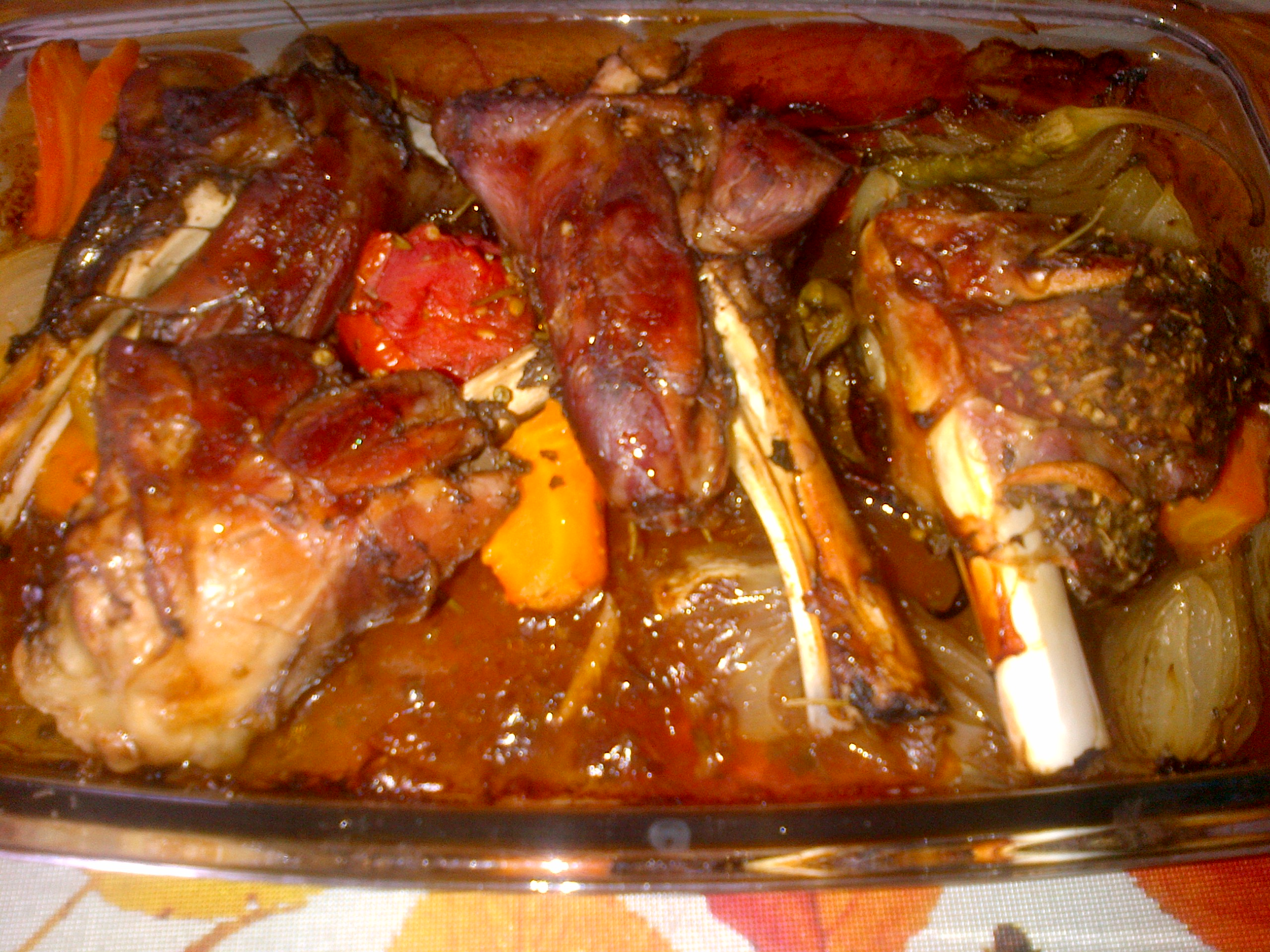
Ovengebakken versie van Kuzu Tandir

Lam tandoori of tandoori kebab (Turks: Kuzu tandır of tandır kebabı), is een vleesgerecht in de Turkse keuken. Het behoort tot de regio Akşehir. Het wordt bereid met lamsvlees, ui, tomaat, aardappel en paprika.